# Casa a la riera de Buscarons, 11 (Canet de Mar)
La Casa a la riera de Buscarons, 11 és una obra neoclàssica de Canet de Mar (Maresme) inclosa a l'Inventari del Patrimoni Arquitectònic de Catalunya.

## Descripció
Casa de planta baixa i dos pisos. Destaquen, a la façana, els falsos capitells corintis. Són molt interessants aquestes intervencions arquitectòniques neoclàssiques populars, que moltes vegades es limiten només a una pura intervenció als elements de la façana. Balcó al segon pis. Obertures amb arc i rectangulars a la planta baixa. Elements simètrics a la façana.